# Xyletobius roridus
Xyletobius roridus är en skalbaggsart som beskrevs av Perkins 1910. Xyletobius roridus ingår i släktet Xyletobius och familjen trägnagare. Inga underarter finns listade i Catalogue of Life.